# Självgallring
Självgallring drabbar slutna skogsbestånd med för små förband. Undertryckta träd får för lite ljus, dör och faller omkull. Genom att vid ett lämpligt antal gallringar avverka undertryckta träd är det möjligt att hålla självgallringen, som för skogsägaren representerar en reell förlust av virke som ruttnar bort, på en låg nivå.
I ekologiska termer är självgallring ingen förlust då död ved är en bristvara i den svenska skogen.